# Мирон
Мирон (на гръцки: Μύρων) е древногръцки скулптор от средата на 5 век пр.н.е. Той е роден в Елевтер, на границата на Беотия с Атика.
Работил е почти само с бронз и въпреки че създава няколко статуи на богове и герои, неговата слава идва предимно от изображенията на атлети, където прави революция, като въвежда по-голяма изразителност на позата.
Неговите най-известни творби според Плиний Стари (Естествена история, 34, 57) са статуя на крава, на бегача Ладас, който пада мъртъв в момента на победата и Дискобол, известна и като „Дискохвъргачът“. За прослава на статуята с кравата са написани много епиграми, но нищо не се споменава за позата ѝ. Копие на статуята на Ладас няма.
Съществуват няколко копия на Дискохвъргачът, от които най-доброто е това в двореца Масимо (Националния Римски Музей). Копието в Британския музей е с глава, разположена неправилно. Атлетът е представен в момента, когато обърнат назад засилва диска с напълно разпъната ръка, за да го хвърли с цялата сила на тялото си. Главата би трябвало да е обърната назад към диска.
Мраморна фигура в Латеранския музей, която е определена като танцуващ сатир (Марсий), е почти със сигурност копие на творба на Мирон.
Древни критици упрекват Мирон, че докато успешно пресъздава движението на телата в своите статуи, не успява да пресъздаде емоциите върху лицата им. Лицето на Марсий е почти като маска, въпреки че получаваме жива представа за емоциите му от стойката, в която е изобразен. Лицето на дискохвъргача също е спокойно и невъзмутимо, но всички мускули в тялото му са напрегнати.
Откритият Оксхиринхски папирус в Египет казва, че Мирон е изработил статуи на атлета Тимант, победител в олимпийските игри през 456 пр.н.е., и на Лициний, победител през 448 и 444 г. пр.н.е. Това помага да се определи по-точно кога е живял Мирон. Ученик на Агелад, той е бил съвременник на Фидий и Поликлет Стари, но доста по-стар от тях.